# Brassia suavissima
Brassia suavissima là một loài thực vật có hoa trong họ Lan. Loài này được Pupulin & Bogarín mô tả khoa học đầu tiên năm 2005.